# Ochrotrichia okaloosa
Ochrotrichia okaloosa är en nattsländeart som beskrevs av Harris in Harris och Armitage 1987. Ochrotrichia okaloosa ingår i släktet Ochrotrichia och familjen smånattsländor. Inga underarter finns listade i Catalogue of Life.